# Solvejev postupak
Solvejev postupak (amonijačno karbonatni proces) je industrijski proces za proizvodnju natrijum karbonata iz natrijum hlorida, amonijaka i ugljen-dioksida. Proces je razvijen u modernu formu tokom 1860-tih. Svetska proizvodnja natrijum karbonata je 2005. bila oko 42 miliona tona.

## Hemija
U zasićen rastvor natrijum hlorida uvodi se amonijak i ugljen(IV) oksid. Reakcijom u vodenom rastvoru nastaju amonijačni, natrijumovi, bikarbonatni i hloridni joni, koji mogu da daju četiri različite soli: amonijum hlorid, amonijum bikarbonat, natrijum hlorid (NaCl) i natrijum bikarbonat. Hlađenjem rastvora istaloži se najmanje rastvorna so - , a u rastoru ostaju joni amonijaka i hlora. Istaloženi NaHCO3 se odvaja od rastvora filtracijom, a zatim se zagrevanjem u rotacionoj peći dobije natrijum karbonat (soda).

 u vidu taloga na dnu)
 (uz pomoć temperature natrijum hidrogenkarbonat (soda bikarbona) se razlaže na natrijum karbonat (obična soda), ugljen-dioksid i vodu)